# Тракт (село)
Тракт — село в Заваллівській громаді Голованівського району Кіровоградської області України. Населення становить 82 осіб.

## Населення
Згідно з переписом УРСР 1989 року чисельність наявного населення села становила 106 осіб, з яких 40 чоловіків та 66 жінок.
За переписом населення України 2001 року в селі мешкало 78 осіб.

### Мова
Розподіл населення за рідною мовою за даними перепису 2001 року:
| Мова       | Кількість | Відсоток |
| ---------- | --------- | -------- |
| українська | 81        | 98.78%   |
| білоруська | 1         | 1.22%    |
| Усього     | 82        | 100%     |

## Відомі особистості
В селі у 1950 році народився член Національної спілки художників України Ванденко Леонід Дмитрович.

## Галерея

В'їзд у селище з боку Таужної.
Автобусна зупинка.
Криничка.